# The Kick Inside
The Kick Inside ist das Debütalbum der britischen Artrock-Musikerin Kate Bush, das 1978 bei EMI erschien.

## Geschichte
Als unter Mithilfe von David Gilmour und einigen Musikern des Alan Parsons Projects das Album The Kick Inside im Februar 1978 erschien, war Kate Bush 19 Jahre alt. Auf diesem Album sind Songs enthalten, die Kate Bush bereits als 13-Jährige komponiert hatte, und Aufnahmen, die entstanden, als sie erst 16 Jahre alt war.
Bereits vor dem Erscheinen des Albums brachte EMI die Single Wuthering Heights heraus. Diese erreichte den ersten Platz der britischen Popcharts. Das Musikstück war inspiriert von Emily Brontës Roman Sturmhöhe (Originaltitel: Wuthering Heights). Kate Bush trat mit dem Lied in Alfred Bioleks erster Sendung von Bio’s Bahnhof am 9. Februar 1978 auf und wurde sogleich auch in Deutschland als Entdeckung gefeiert. Die Single erreichte in der Bundesrepublik Deutschland den 11. Platz der Charts, das Album The Kick Inside den 21. Platz. In Großbritannien erreichte das Album den 3. Platz der Albumcharts.

## Cover
Den Hintergrund des Covers bildet die linke Hälfte eines großen, stilisierten Auges. Die sichtbare Hälfte der Iris nimmt fast die gesamte linke Hälfte des Covers ein. Das Auge ist in Orangetönen gehalten, mit strahlenförmigen Linien, die von der Pupille ausgehen. Auf der rechten Seite des Covers, vor der Sklera des im Hintergrund befindlichen Auges, befindet sich Kate Bush selbst in einem rot-orangen Kleid an einem Fesseldrachen hängend. Der Fesseldrache selbst zeigt das Bild eines roten Drachen in japanischem Stil auf gelbem Hintergrund. Der Name der Künstlerin steht in großen Buchstaben in der oberen rechten Ecke, der Albumtitel ist in vertikal angeordneten Buchstaben direkt darunter in drei Spalten platziert. Die verwendeten Buchstaben haben ebenfalls eine japanische Anmutung. Der äußere Rand des Covers ist in einem Braunton gehalten.

## Rezeption

### Rezensionen
Die britische Musikzeitschrift Classic Rock kürte das Album im Juli 2010 zu einem der 50 Musikalben, die den Progressive Rock geprägt haben. In Band 1 seiner Buchreihe Rock vergibt das Magazin eclipsed für das Werk die zweithöchste Kategorie Pflichtkauf. Das Album landet in der Gesamtschau aller Kate-Bush-Alben in dieser Publikation auf Platz 6.

### Charts und Chartplatzierungen
Das Album stieg am 1. Juli 1978 auf Platz 28 in die offiziellen deutschen Albumcharts ein und erreichte am 4. September Platz 21, insgesamt wurde es 14 Wochen in den Top 100 geführt. In den britischen Charts wurde es 71 Wochen geführt und erreichte Platz drei.
| ChartsChartplatzierungen     | Höchstplatzierung | Wochen |
| ---------------------------- | ----------------- | ------ |
| Deutschland (GfK)            | 21 (14 Wo.)       | 14     |
| Vereinigtes Königreich (OCC) | 3 (71 Wo.)        | 71     |

## Titelliste
Sämtliche Songs wurden von Kate Bush komponiert und getextet.

### Seite A
1. „Moving“ – 3:01
2. „The Saxophone Song“ – 3:51
3. „Strange Phenomena“ – 2:57
4. „Kite“ – 2:56
5. „The Man with the Child in His Eyes“ – 2:39
6. „Wuthering Heights“ – 4:28

### Seite B
1. „James and the Cold Gun“ – 3:34
2. „Feel It“ – 3:02
3. „Oh to Be in Love“ – 3:18
4. „L’Amour Looks Something Like You“ – 2:27
5. „Them Heavy People“ – 3:04
6. „Room for the Life“ – 4:03
7. „The Kick Inside“ – 3:30